# Zakir Hussain (hockey sur gazon)
Pour les articles homonymes, voir Hussain et Zakir Hussain.
Zakir Hussain (né le 1er janvier 1934 et mort le 19 août 2019) est un joueur de hockey sur gazon pakistanais. Il participe aux Jeux olympiques d'été de 1956 et aux Jeux olympiques d'été de 1968. Il remporte la médaille d'argent en 1956 et le titre olympique en 1968.

## Palmarès

### Jeux olympiques
- Jeux olympiques de 1956 à Melbourne,  Australie
  -  Médaille d'argent.
- Jeux olympiques de 1968 à Mexico,  Mexique
  -  Médaille d'or.